# Troglosternus lissaevedouae
Troglosternus lissaevedouae är en skalbaggsart som beskrevs av August Reichensperger 1938. Troglosternus lissaevedouae ingår i släktet Troglosternus och familjen stumpbaggar. Inga underarter finns listade i Catalogue of Life.